# Wilhelm Eigener
Wilhelm Eigener (* 13. März 1904 in Holzminden; † 9. Oktober 1982 in Hamburg) war ein deutscher Tierillustrator und Grafiker.

## Leben
Wilhelm Eigener stammt aus einer Künstlerfamilie. Die Vorfahren waren Ikonenmaler aus Ulm, die später nach Moskau auswanderten, wo sie eine Lackfabrik aufbauten. Nach dem Brand der Stadt  kehrten sie nach Deutschland zurück und ließen sich in Holzminden an der Weser nieder. Nach dem Abitur am humanistischen Gymnasium absolvierte Eigener eine Malerlehre. Von 1920 bis 1924 studierte er Kunst bei Albert Aereboe an der Kunstgewerbeschule Kassel, bei Arthur Illies an der Kunstgewerbeschule Hamburg sowie bei Ludwig Bartning und Oskar Hermann Werner Hadank an den Vereinigten Staatsschulen für Freie und Angewandte Kunst in Berlin.
Wilhelm Eigener arbeitete von 1930 bis 1938 als Chefzeichner bei der Druckerei Friedländer, einer Hamburger Druckerei, die auf Zirkus- und Artistenplakate spezialisiert war. Während des Zweiten Weltkriegs diente er als Soldat in Polen und Russland. Nachdem er nach dem Krieg einige Märchenbücher illustriert hatte, wurde er ab den 1950er-Jahren einer der gefragtesten deutschen Tier- und Naturbuchillustratoren. Seine naturgetreuen Aquarellzeichnungen sind in vielen Tier-, Natur-, Biologiebüchern aber auch auf den Umschlägen von Zooführern des Berliner Zoos zu finden. Um die Tiere hautnah beobachten zu können, unternahm Eigener in den Jahren 1956, 1959 und 1965 Studienreisen durch Afrika, darunter nach Kairo, nach Kapstadt, nach Sansibar, in den Kongo-Urwald, in die Wüste Namib und an die Skelettküste in Südwestafrika. 1977 reiste er in den Iran und 1979 nach Indien. Von 1978 bis 1980 fungierte Eigener als wissenschaftlicher Berater für die ARD-Vorabendserie Welt der Tiere, die von Dietmar Schönherr moderiert wurde.
Eigener arbeitete über 30 Jahre selbstständig, unter anderem als Hauszeichner für den Tierpark Hagenbeck. Sein bekanntestes Buch ist Die Enzyklopädie der Tiere (1971), in dem 4.000 Tierarten, mehrere davon zum ersten Mal, farbig dargestellt sind. Darüber hinaus hat er als Illustrator an der Enzyklopädie Grzimeks Tierleben mitgearbeitet.
Aufträge aus aller Welt erreichten ihn. Hinter seinem künstlerischen Erfolg stehen über 50 Jahre emsigen Zeichnens und Beobachtens, verbunden mit einem fundierten Selbststudium der Zoologie. Das „Who is Who“ zählt ihn zur europäischen „Prominenz“. Erich Cramer reiste mit ihm auch gemeinsam nach Afrika, wo nicht nur gemalt und skizziert, sondern auch ein gemeinsamer Film gedreht wurde.

### Wilhelm Eigener und der Kronen-Verlag von Erich Cramer
Ein eigenes Kapitel stellt die Arbeit von Wilhelm Eigener für den Kronen-Verlag von Erich Cramer dar. Eigener zeichnete im Zeitraum zwischen 1955 und 1963 mehr als 190 hochdetaillierte Aquarelle für den Hamburger Verleger. Es handelte sich um Porträts bekannter und unbekannter Arten von Vögeln, Säugetieren, Reptilien, Amphibien, Hunde- und Katzenrassen sowie Nutztieren, darunter auch viele exotische Arten. Eigener zeigte hier sein Können, Tiere lebensnah und realitätstreu wiederzugeben, welches er durch seine fundierte Ausbildung und die vielen Reisen über die Jahre gelernt hatte.
Jedes der im Format 24 × 32 cm gezeichneten Artportraits für den Kronen-Verlag wurde in enger Abstimmung zwischen Künstlern, Wissenschaftlern und dem Verleger Erich Cramer angefertigt. Herausgekommen sind Kunstwerke, die zusammen mit denen anderer Künstler wie Ludwig Binder, Franz Murr, Karl Großmann und Claus Caspari die „Sammlung naturkundlicher Tafeln“ bildeten und als 7-8-farbige Offsetdrucke in Sammelschubern weltweit vermarktet wurden. Die Tafeln waren damals für viele junge Menschen der erste Anknüpfungspunkt zur Vielfalt der Natur und haben so manchen Naturwissenschaftler und Künstler in jungen Jahren geprägt. Diese Offsetdrucke, die der Kronen-Verlag damals als „Sammlung naturkundlicher Tafeln“ vermarktete, umfassen sieben Werke mit zusammen 1.246 Farbtafeln. Die Drucke wurden mit wissenschaftlichen Begleittexten auf der Rückseite in hochwertigen Leinen-Sammelkassetten herausgegeben. In diesen befanden sich um die 200 verschiedene Motive einer Kollektion (z. B. Säugetiere). Fast jeder Schüler in Deutschland und manchen anderen europäischen Ländern kam in unmittelbaren Kontakt mit diesen Tafeln. Weitere Abnehmer dieser erfolgreichen Kollektion waren Botaniker, Biologen, Pädagogen, Institute und Bibliotheken.
Vereinbart wurde, wie mit allen Künstlern des Kronen-Verlags, dass die Abnahme der Zeichnungen von der Zustimmung durch entsprechende Forschende von Hochschulen und Forschungseinrichtungen abhängig sei. Bei den Diskussionen zwischen Künstlern, Wissenschaftlern und dem Verleger ging es um die korrekte Wiedergabe der kleinsten Details, sei es die Flossenstellung eines Fisches, die Biegung eines Blütenblattes oder die Farbschattierungen eines Pilzes. 
Erich Cramer arbeitete eng mit Universitäten und Privatsammlern zusammen, um zeichenbares Material zu finden oder zu erwerben und dies den Künstlern zur Verfügung zu stellen. Auch Exkursionen im Ausland wurden dazu genutzt, Tierzeichnungen anzufertigen. Eine Schwierigkeit bestand darin, dass eine unbefriedigende Ausführung, Änderungswünsche oder gar eine Ablehnung einer Zeichnung seitens der beteiligten Wissenschaftler oder Erich Cramers oftmals zu einer erheblichen Verzögerung der Fertigstellung führte. Jedes Aquarell der naturkundlichen Tafeln, auch die von Wilhelm Eigener, entstand in mühevoller, wochenlanger Arbeit entstanden.
Neben den Werken für die „Sammlung naturkundlicher Tafeln“ finden sich die Zeichnungen von Wilhelm Eigener in weiteren Werke des Kronen-Verlags:
- CRAMERS Naturkundliche Anschauungstafeln: 1968 erschien die die Serie „Cramers naturkundliche Anschauungstafeln“. Es handelt sich um große Tafeln nach Motiven der oben genannten „Sammlung“. Es sind 16 Serien mit je 10 Tafeln im Format 70 × 50 cm erschienen. z. B. Bäume, Säugetiere, Insekten, Greifvögel, Haustiere, Essbare Pilze, Giftige Pilze, Hunderassen, Katzenrassen. Werke von Wilhelm Eigener sind hier häufig zu finden.
- Kronen-Kalender: Verschiedene Kalender seit 1954 mit jeweils 12 unterschiedlichen Motiven.

Viele der Originalzeichnungen Eigeners sind heute im Eigentum von CRAMERS Gallery of Nature Sagl. Ein weiterer beträchtlicher Teil seiner Werke ist im Biohistoricum im Zoologischen Forschungsmuseum Alexander Koenig in Bonn archiviert.
1977 erhielt Wilhelm Eigener das Bundesverdienstkreuz am Bande der Bundesrepublik Deutschland.

## Ausstellungen
- 1964: im Frankfurter Zoo auf Einladung von Bernhard Grzimek
- 1967: in der Commerzbank in Hamburg-Bergedorf
- 1976: im Kurbad Bad Bevensen
- 1984–1985: Sonderausstellung des Zoologischen Instituts und Zoologischen Museums der Universität Hamburg

## Auszeichnungen
- 1977: Verleihung des Bundesverdienstkreuzes am Bande des Verdienstordens der Bundesrepublik Deutschland
- 1979: Ernennung zum Mitglied mit Goldmedaille der Academia Italia
- 1982: Goldener Zentaur der Academia Italia

## Werke (als Illustrator bzw. Autor)
Auszug:
- 1947–1953: Karpatenbären. Parus Verlag.
- 1948: Deutsche Volksmärchen. (Autor: Gottfried Henßen), Löwes Verlag, Stuttgart.
- 1953: Die Welt der Säugetiere. (Autor: Otto Fehringer), Droemersche Verlagsanstalt, München.
- 1954: Förster Specht und seine Füchse. Bayrische Verlagsanstalt.
- 1955: Zwei Reiter, zwei Pferde. Egmont Franz Schneider Verlag.
- 1955: Perlen Kraken Haie. (Autor: Ben Harder). Ensslin & Laiblin Verlag, Reutlingen.
- 1956: Das Tierreich nach Brehm. (Autoren: Peter Rietschel, Alfred Brehm).
- 1958: Sammlung naturkundlicher Tafeln – Säugetiere. (Erich Cramer Hrsg.). Mit 191 naturkundlichen Tafeln in 7-8-farbigem Offsetdruck. Kronen-Verlag, Hamburg.
- 1962: Treue Gefährten. (Autor: Gustav Adolf Henning): 73 Hunderassen 40 Farbfotos; Gebrauchshunde, Schutz-, Wach- u. Haushunde, Kleinhunde, Hetzhunde, Jagdhunde. Badische Zeitung Verlag, Freiburg i. Br.
- 1963: Pflanzen und Tiere Europas. (Autor: Harry Garms), Georg Westermann Verlag, Braunschweig.
- 1963: Säugetiere der Welt. (Autor: Hans Hvass). Gebrüder Weiss Verlag, Berlin-Schöneberg.
- 1964: Uganda. (Autor: Otto Willscher)
- 1964: Vögel der Welt. (Autor: Hans Hvass). Gebrüder Weiss Verlag, Berlin-Schöneberg.
- 1966: Fische der Welt. (Autor: Hans Hvass). Gebrüder Weiss Verlag, Berlin-Schöneberg.
- 1967: Ullstein Lexikon der Tiere.
- 1968: Grzimeks Tierleben. (Herausgeber: Bernhard Grzimek).
- 1968: CRAMERS Naturkundliche Anschauungstafeln. (Erich Cramer Hrsg.). Serie 10: Säugetiere I. 10 Tafeln im Format 70 × 50 cm, Kronen-Verlag, Hamburg.
- 1968: CRAMERS Naturkundliche Anschauungstafeln. (Erich Cramer Hrsg.). Serie 15: Säugetiere II. 10 Tafeln im Format 70 × 50 cm, Kronen-Verlag, Hamburg.
- 1968: CRAMERS Naturkundliche Anschauungstafeln. (Erich Cramer Hrsg.). Serie 16: Säugetiere III. 10 Tafeln im Format 70 × 50 cm, Kronen-Verlag, Hamburg.
- 1968: CRAMERS Naturkundliche Anschauungstafeln. (Erich Cramer Hrsg.). Serie 20: Haustiere I. 10 Tafeln im Format 70 × 50 cm, Kronen-Verlag, Hamburg.
- 1968: CRAMERS Naturkundliche Anschauungstafeln. (Erich Cramer Hrsg.). Serie: Haustiere II. 10 Tafeln im Format 70 × 50 cm, Kronen-Verlag, Hamburg.
- 1968: CRAMERS Naturkundliche Anschauungstafeln. (Erich Cramer Hrsg.). Serie: Hunderassen. Tafeln im Format 70 × 50 cm, Kronen-Verlag, Hamburg.
- 1968: CRAMERS Naturkundliche Anschauungstafeln. (Erich Cramer Hrsg.). Serie: Katzenrassen. Tafeln im Format 70 × 50 cm, Kronen-Verlag, Hamburg.
- 1968: CRAMERS Naturkundliche Anschauungstafeln. (Erich Cramer Hrsg.). Serie: Amphibien und Reptilien. Tafeln im Format 70 × 50 cm, Kronen-Verlag, Hamburg.
- 1971: Enzyklopädie der Tiere (Zusammenstellung & Texte: Wilhelm Eigener, Texte von Wissenschaftlern der Universität Hamburg & München.) Manfred Pawlak Verlag, Hamburg,
- 1974: Was lebt wo auf dieser Erde? (Autor: Wilhelm Eigener, Mitarbeit: Dieter Lorch (Botanik)). Verlag Olde Hansen, Hamburg.
- 1976: Tiere und Pflanzen der Erde. (Autor: Wilhelm Eigener). Verlag Olde Hansen.
- 1979: Meine schönsten Tierbilder. (Autor: Wilhelm Eigener, Mitarbeit: Angelika Grettmann-Werner) Bertelsmann Reinhard Mohn, Gütersloh.
- 1982: Großes farbiges Tierlexikon. (Autor: Wilhelm Eigener). 4000 farbige Tierabbildungen. Georg Westermann Verlag.

Weitere Illustrationen sind in diversen Zeitschriften wie Das Tier, Sielmanns Tierwelt und Medizin Heute zu finden.